# ゲオルギオス・パパンドレウ
ゲオルギオス・パパンドレウ（ギリシャ語：Γεώργιος Παπανδρέου[ʝeˈoɾʝios papanˈðɾeu]、イェオルイオス・パパンズレウ、1888年2月13日 - 1968年11月1日）は、ギリシャの政治家。同国首相を3期務めた。

## 生涯

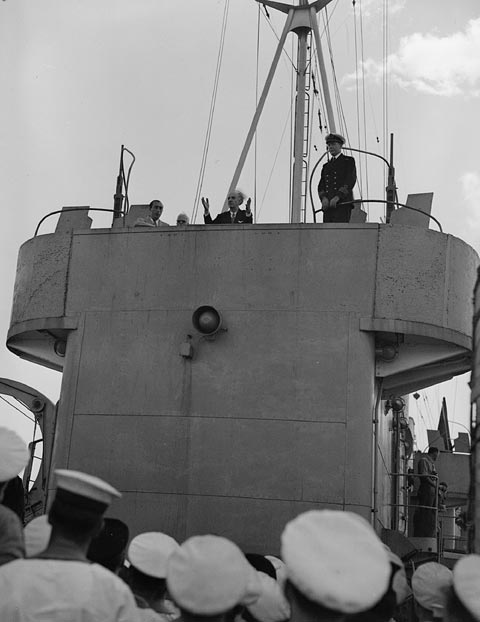
亡命先で演説するパパンドレウ（1944年）

1888年2月13日にギリシャ南部・アハイア県のカレンツィで誕生した。青年時代に自由党の指導者エレフテリオス・ヴェニゼロス（1912年のバルカン戦争後、キオス県知事となった）の支持者として政治活動に関与した。ポーランド人のソフィア・ミネイコ (Sofia Mineyko) と結婚し、1919年に長男アンドレアスがキオス島で誕生した。
第一次世界大戦へのギリシア参戦をめぐる政治危機の間、パパンドレウは親独派の王コンスタンティノス1世に対するヴェニゼロスの最も親しい支持者の1人であった。ヴェニゼロスがアテネからの逃亡を強いられた時、パパンドレウはクレタ島まで同行した後、レスボス島に赴いて反王制の支持者を動員し、またテッサロニキで親英政権に対するヴェニゼロスの反対分子に対抗するための支持を結集した。1921年に彼は辛くも暗殺を逃れた。
1923年にヴェニゼロス派下院議員として内務大臣を、1924年から1935年にかけて、第二共和国時代における他のいくつかの政府の役職を務めた。彼は文部大臣として、ギリシアの学校組織を改革した。1935年にギリシア民主社会党を結党した。1936年、王制に長年反対していた彼は、ギリシアの王党派独裁者イオアニス・メタクサスによって追放された。第二次世界大戦中のドイツによるギリシア占領後、主にヴェニゼロス派からなり、エジプトを拠点とする亡命政権（イギリスの支持のもとで国王ゲオルギオス2世を正式の国家元首とする）に加わり、1944年から1945年にかけて首相を務めた。ギリシア内戦が猛威を振るう1940年代後期、彼はギリシア共産党を民主主義に対する主な脅威とみなし、1946年から1952年にかけて複数の内閣に仕えた。
パパンドレウは、1950年代後期に優勢であった保守党に反対した。1961年、パパンドレウは中道連盟党（オールド・リベラルのヴェニゼロス派、及び現状に不満な保守党との連合）を結成することにより、ギリシア自由主義を復活させた。1961年の「暴力と詐欺」の選挙の後、パパンドレウは右翼の民族急進連盟 (ERE) に対して「妥協なき闘争」を宣言した。彼の党は、1963年11月の選挙と1964年の選挙に勝利した（特に、2度目の選挙は地滑り的大勝を収めた）。息子アンドレアス（その政策はかなり中道左派とみなされた）によって演じられる突出した役割の故に、首相としての彼の革新的政策は、保守層から多くの反対を惹起した。
彼は、キプロス共和国の建国につながったチューリッヒ合意に反対した。キプロスの2つのコミュニティとの衝突の結果、彼の政府はギリシア軍師団をキプロスに派遣した。
国王コンスタンディノス2世は公然とパパンドレウの政府に反対し、軍の頻繁な超保守主義的陰謀は政府を不安定にした。ついに、国王は中道連盟の分裂を企て、1965年7月、彼は国防省の統制に関する論争の後に政府を排斥した。1967年4月の軍事クーデターがゲオルギオス・パパドプロスによって主導された後、パパンドレウは逮捕された。彼は、自宅軟禁中の1968年11月に死去した。彼の葬儀は、大規模な反独裁運動の最中に行われた。
ゲオルギオス・パパンドレウは、生涯に渡り1度も「大ゲオルギオス・パパンドレウ」とは呼ばれなかった。軍政期や彼の死後、彼は屡々「ο Γέρος της δημοκρατίας 」（オ・イェロス・ティス・ズィモクラティアス、「民主主義の親方」の意味。彼が偉大な指導者であったことを示す）と呼ばれた。孫のゲオルギオス・アンドレアス・パパンドレウが政界に入ったため、現代ギリシャの著述家の大半は祖父に言及する時はΓεώργιος（[ʝeˈoɾʝios] イェオルイオス）、孫に言及する時は短縮形のΓιώργος（[ˈʝoɾɣos] ヨルゴス）と表記する。